# Kroatien i olympiska vinterspelen 2006

Kroatiens flagga

Kroatiens OS-trupp vid Olympiska vinterspelen 2006

## Medaljer

### Guld
- Janica Kostelić - Alpin utförsåkning: Kombination

### Silver
- Ivica Kostelić - Alpin utförsåkning: Kombination
- Janica Kostelić - Alpin utförsåkning: Super-G